# 너티 독
너티 독(Naughty Dog 너티 도그[*])는 미국의 비디오 게임 개발 회사이다. 1984년 제이슨 루빈(Jason Rubin)과 앤디 개빈(Andy Gavin)에 의해 설립되었다. 현재 캘리포니아주 샌타모니카에 본사를 두고 있다.

## 개발한 게임
- 크래쉬 밴디쿳 시리즈
- 잭 & 덱스터 시리즈
- 언차티드 시리즈
  - 언차티드: 엘도라도의 보물
  - 언차티드 2: 황금도와 사라진 함대
  - 언차티드 3: 황금 사막의 아틀란티스
  - 언차티드: 해적왕과 최후의 보물
- 더 라스트 오브 어스
- 더 라스트 오브 어스2